# Edecio Torreblanca
Edecio Torreblanca White (1888 - 1958) fue un profesor, funcionario público y político chileno, miembro del Partido Radical (PR), y luego del Partido Liberal (PL). Se desempeñó como funcionario de larga trayectoria en diferentes áreas del Estado, destacando su participación como ministro de Estado —en las carteras de Propiedad Austral, Agricultura y, Economía y Comercio— durante el primer y segundo gobierno del presidente Carlos Ibáñez del Campo.

## Familia y estudios
Nació en 1888, hijo de Hortensia White y del minero Edecio Torreblanca Dolarea, quien impulsó la prosperidad minera de Taltal y descubrió la «mina Blanca Torre». Aunque manifestaba interés por las ideas radicales, se enroló en el «ejército balmacedista» y combatió con el grado de mayor de Ejército en las batallas de Concón y Placilla, durante la guerra civil de 1891. En dicho conflicto bélico, fue hecho prisionero de guerra por más de dos meses.
Realizó un bachiller en física y matemáticas, en 1907 y comenzó su vida laboral como profesor en 1910. Se casó con Corina Droguett Droguett, con quien tuvo cuatro hijos; Corina, Adriana, Jorge, y un cuarto.

## Trayectoria política
Funcionario público desde la década de 1920, luego de militar varios años en el Partido Radical, se unió al Partido Liberal en 1938. Ingresó a la arena política el 12 de marzo de 1925, al ser designado como director general de Dirección del Trabajo por el presidente Arturo Alessandri. Ocho días después dejó el puesto, y fue nombrado como subsecretario del Interior, función que fungió hasta el 1 de octubre de dicho año.
Luego, ejerció como vicepresidente de la antigua Caja de Previsión de Carabineros, designado por el presidente Carlos Ibáñez del Campo en 1927. Asimismo, fue nombrado —por Ibáñez— como subcontralor general de la República en 1928 y contralor general de la República el 9 de enero de 1929, sirviendo como tal hasta el 5 de noviembre de ese año. Desde esa última fecha, fue nombrado ministro de Propiedad Austral, siendo el único titular en esa repartición gubernamental hasta su disolución el 13 de julio de 1931. En el ejercicio del cargo, entre los días 6 y 15 de enero de 1931, fue subrogado por el ministro de Relaciones Exteriores y Comercio, Manuel Barros Castañón. Además, entre los días 5 y 28 de agosto de 1930, actuó como ministro de Agricultura, en calidad de interino; mientras entre los días 1 y 22 de diciembre de 1930, asumió simultáneamente la titularidad del Ministerio de Agricultura y del Ministerio de Fomento reemplazando, en calidad de subrogante, al titular Luis Matte Larraín; y, desde el 27 de noviembre de ese año hasta el 7 de mayo de 1931, volvió a ejercer como ministro de Agricultura (titular). Por otra parte, durante su gestión, una de las leyes más importantes que se promulgó fue la de «régimen de hipotecas» en el sur de Chile, con el fin de obtener crédito fácil para los agricultores; y la «Ley Indígena».
Posteriormente fue uno de los máximos dirigentes de la campaña presidencial de Ibáñez del Campo en 1952. Ya una vez electo, fue designado por éste como ministro de Economía y Comercio, responsabilidad que ejerció entre el 3 de noviembre de 1952 y el 29 de enero de 1953.